# Policía estatal de seguridad pública de Sonora
La Policía Estatal de Seguridad Pública (PESP) es una corporación que depende de la Secretaría de Seguridad Pública del Estado de Sonora, tiene como función primordial, salvaguardar la integridad física y derechos de las personas, prevenir la comisión de delitos y de conductas antisociales, así como preservar las libertades, el orden y la paz pública, en apego al marco jurídico.

## Historia
La policía estatal fue creada durante la época del milagro mexicano en el proceso de traspaso de la Guardia Nacional por corporaciones civiles mejor estructuradas. Durante el 2003 al 2009 y después entre 2014 al 2019, la corporación vivió tiempos de crisis debido a los constantes ataques a los que eran objetos las autoridades municipales y estatales. Solo en 2010 murieron más de 30 y en 2019 fueron asesinados más de 20 policías estatales. Sin contar que hubo varias deserciones en las filas estatales. Fue tan grave la situación que fue necesario el envío de 4 mil elementos federales, especialmente de la Guardia Nacional y Policía Federal.
En 2020 se buscó revertir esto mejorando el equipamiento e instalaciones, así como aumentar su salario pasando a ser 19 mil 687 pesos mensuales, siendo la segunda corporación  de seguridad estatal con mejor pago a sus elementos. En 2020 también hacen labores preventivas y proximidad junto a las fuerzas federales para la prevención del delito y seguimiento de las medidas de prevención en la pandemia del Covid-19.

## Marco Jurídico
- Reglamento del Servicio Profesional de Carrera Policial Estatal del Estado de Sonora

## Percepción Ciudadana
La policía estatal de Sonora en los últimos años ha experimentado un incremento en la percepción de desempeño y confianza. Además que se encuentra por encima de la media nacional. En la percepción de corrupción aunque se encuentra por debajo de la media nacional, aun es alta.
| Percepción de: | Hermosillo | Nogales | Media Estatal | Media Nacional |
| -------------- | ---------- | ------- | ------------- | -------------- |
| Desempeño      | 60.4%      | 51.3%   | 55.8%         | 52.1%          |
| Confianza      | 61.8%      | 52.7%   | 58.2%         | 54.8%          |
| Corrupción     | N/D        | N/D     | 60.3%         | 64.1%          |